# چوی بیونگ مو
چوی بیونگ مو (کره‌ای: 최병모؛ زادهٔ ۱۴ ژانویه ۱۹۷۲) بازیگر اهل کره جنوبی است.

## فیلم‌شناسی

### مجموعه تلویزیونی
| سال  | عنوان                                    | نقش                                  | منابع                |
| ---- | ---------------------------------------- | ------------------------------------ | -------------------- |
| ۲۰۱۴ | ری‌ست                                     |                                      |                      |
| ۲۰۱۵ | گمشده                                    | کیم یونگ گون                         |                      |
| ۲۰۱۵ | عروس زیبای من                            | منشی کیم                             | [ ۵ ] [ ۶ ]          |
| ۲۰۱۵ | یونگ پال                                 | رئیس بخش مین                         |                      |
| ۲۰۱۶ | Ready for Start - Vol. 1                 | کارگردان جو هیون چول                 | [ ۷ ] [ ۸ ]          |
| ۲۰۱۶ | قهرمان محلی                              |                                      |                      |
| ۲۰۱۶ | استاد انتقام                             | آن جونگ یونگ                         |                      |
| ۲۰۱۶ | خانم اوه دیگر                            | پارک سون تک                          | [ ۹ ]                |
| ۲۰۱۶ | همسر خوب                                 | لی جونگ این                          | [ ۱۰ ]               |
| ۲۰۱۶ | عاشقان ماه                               | پارک یونگ گیو                        | [ ۱۱ ]               |
| ۲۰۱۷ | رئیس درونگرا                             | مجری برنامه‌ریزی مشهور (بازیگر مهمان) | [ ۱۲ ] [ ۱۳ ]        |
| ۲۰۱۷ | غریبه                                    | کیم وو گیون                          | [ ۱۴ ] [ ۱۵ ] [ ۱۶ ] |
| ۲۰۱۷ | درامای ویژه کی‌بی‌اس – بگذارید ملاقات کنیم | یوشیدا                               | [ ۱۷ ]               |
| ۲۰۱۷ | باشگاه انتقام جویان                      | لی بیونگ سو                          | [ ۱۸ ] [ ۱۹ ] [ ۲۰ ] |
| ۲۰۱۸ | معجزه‌ای که ملاقات کردیم                  | تاک پول                              | [ ۲۱ ] [ ۲۲ ] [ ۲۳ ] |
| ۲۰۱۸ | آیا تو انسانی؟                           | چوی سانگ گوک                         | [ ۲۴ ]               |
| ۲۰۱۸ | لبخند پرکشیده از نگاهت                   | لی کیونگ چول                         | [ ۲۵ ]               |
| ۲۰۱۹ | بهار می‌آید                               | پارک یون چول                         |                      |
| ۲۰۲۰ | بازی پول                                 | نا جون پیو                           |                      |
| ۲۰۲۰ | گل شیطان                                 | دو مین سوک                           |                      |
| ۲۰۲۰ | اس‌اف۸                                    | TBA                                  |                      |
| ۲۰۲۱ | پنت‌هاوس: جنگ در زندگی ۲                  | کارآگاه (بازیگر مهمان)               | [ ۲۶ ]               |
| ۲۰۲۲ | غم‌های ما                                 | جونگ وو                              | [ ۲۷ ]               |